# Diego Ordóñez
Diego Ordóñez Arcauz (n. Madrid; 7 de noviembre de 1903 - f. 14 de julio de 1990) fue un velocista español.

## Biografía
Está considerado como uno de los mejores velocistas españoles de la primera mitad del siglo XX. Fue 11 veces campeón de España en pruebas de 100 y 200 metros lisos y batió la plusmarca de España de los 100 y 200 metros lisos.
Aunque nacido en Madrid compitió siempre representando a la Federación Guipuzcoana de Atletismo. Su club deportivo fue la Real Sociedad de Fútbol.
Tomó parte en los Juegos Olímpicos de Amberes 1920, París 1924 y Ámsterdam 1928 en las pruebas de 100 metros, 200 metros y relevos 4 x 100. En ninguna de las tres citas olímpicas obtuvo resultados reseñables, cayendo siempre en las series.
En los Juegos Olímpicos de Ámsterdam 1928 fue el abanderado del equipo español en el desfile inaugural. .

## Palmarés
- 5 veces campeón de España de 100 metros lisos (1921, 1924, 1925, 1926 y 1928).
- 6 veces campeón de España de 200 metros lisos (1920, 1921, 1925, 1926, 1927 y 1928).

## Marcas
- 3 Plusmarcas de España de los 100 metros lisos (igualado). (1924-1926)
- 2 Plusmarcas de España de los 200 metros lisos (1925-1926)

En 1924, en el Estadio de Berazubi de Tolosa, Ordóñez igualó la plusmarca de España de 100 metros lisos que tenía Félix Mendizábal en vigor con 11s. Ordóñez igualó esta marca en otras dos ocasiones, en 1925 y 1926. La plusmarca común de Mendizábal y Ordóñez no fue superada hasta 1931 cuando Luis Sereix paró el crono en 10,9s.  Archivado el 4 de marzo de 2011 en Wayback Machine. Esta marca de 11s perduró además como plusmarca vasca hasta 1958.
En 200 metros lisos, Ordóñez batió en 1925 la plusmarca de España con 22,8s, siendo el primer español en bajar de los 23s. Al año siguiente volvió a igualar esta. La marca de 200 metros lisos duró como plusmarca vasca hasta 1947.
| Predecesor: Félix Mendizábal Mendiburu París 1924 | Abanderado de España en los JJ. OO. de verano Ámsterdam 1928 | Sucesor: Julio Castro del Rosario Los Ángeles 1932 |